# Leucopogon opponens
Leucopogon opponens är en ljungväxtart som beskrevs av Ferdinand von Mueller. Leucopogon opponens ingår i släktet Leucopogon och familjen ljungväxter. Inga underarter finns listade i Catalogue of Life.